# Fargesia dura
Fargesia dura är en gräsart som beskrevs av Tong Pei Yi. Fargesia dura ingår i släktet bergbambusläktet, och familjen gräs. Inga underarter finns listade i Catalogue of Life.